# تک‌دندانان
تک‌دندانان (به لاتین: Monodontidae))، یا شبه‌نهنگیان خانواده‌ای از آب‌بازسانان است که شامل دو سرده قناری‌های دریا و تک‌دندان‌ها می‌شود. تک‌دندانان سر پیازی‌شکل و کوچک دارند و بدون بالهٔ پشتی‌اند و دارای فقط یک دندان‌اند در خارج از دهان که به مثابهٔ شاخ است. اعضای این خانواده در کرانه‌ها و مناطق یخی قطب شمال و شمال اقیانوس‌های اطلس و آرام زندگی می‌کنند. به خاطر ظاهر منحصر به فردشان، این نهنگ‌های دندان‌دار از دیگر آب‌بازسانان به سادگی تشخیص‌پذیرند.

## رده‌بندی
- راسته آب‌بازسانان
  - زیرراسته آب‌بازسانان دندان‌دار
    - خانواده تک‌دندانان:
      - سرده قناری‌های دریا
        - نهنگ سفید، Delphinapterus leucas

      - سرده تک‌دندان
        - شبه‌نهنگ تک‌شاخ، Monodon monoceros

## ویژگی‌ها

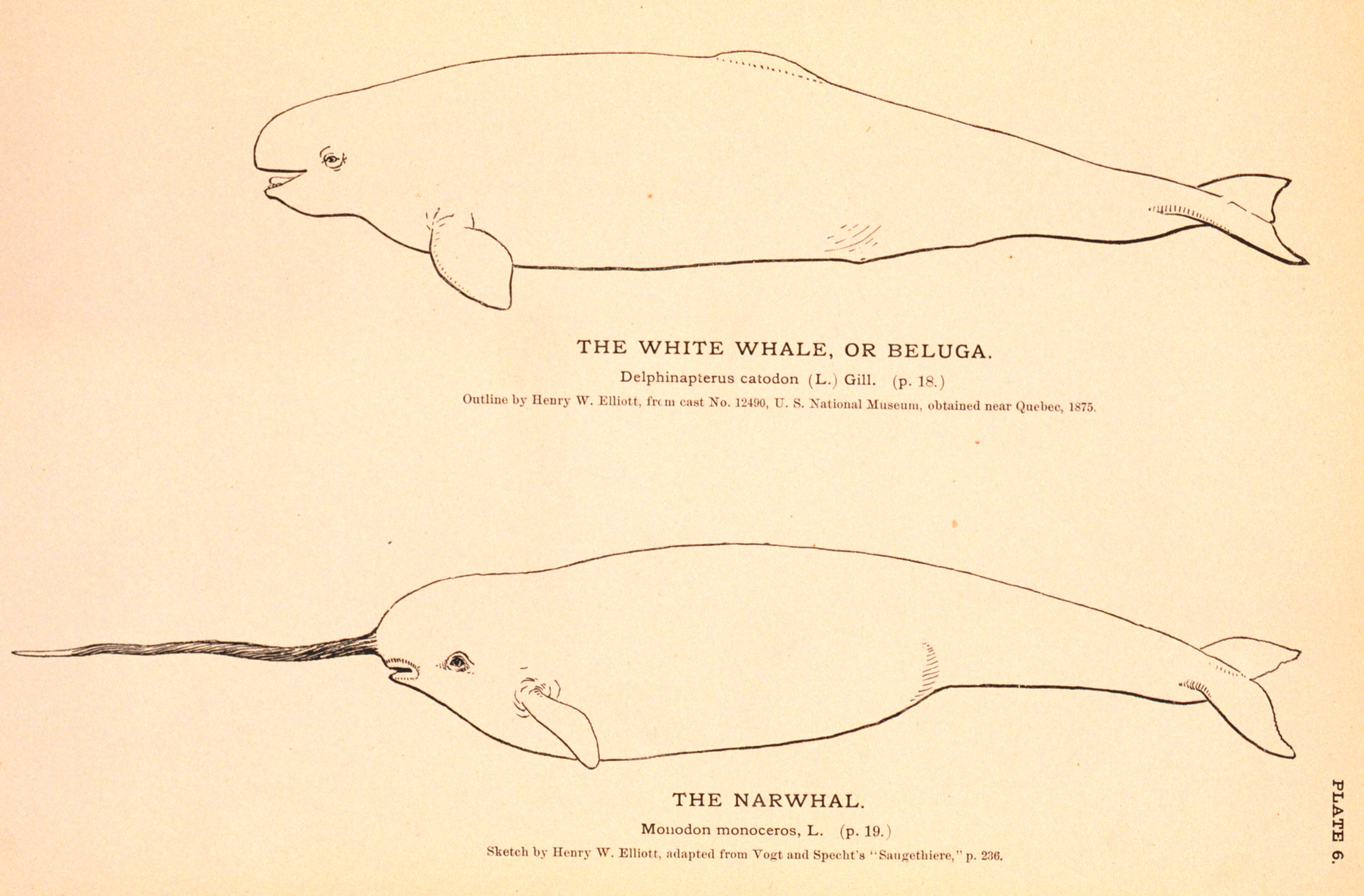
نقاشی مربوط به قرن نوزدهم، چاپ شده توسط سازمان ملی اقیانوسی و جوی ایالات متحده.

نهنگ سفید و شبه‌نهنگ تک‌شاخ هر دو نهنگانی با جثه متوسط به‌شمار می‌روند و طولشان میان ۳ تا ۵ است. بخش ملون در جلوی پیشانیشان قرار دارد و پوزه‌شان کوتاه است و گاه وجود ندارد. آن‌ها باله پشتی ندارد ولی در پشتشان انحنای کوچکی دیده می‌شود که در شبه‌نهنگ تک‌شاخ آشکارتر است. این جانوران بسیار تولید صدا می‌کنند و با گستره وسیعی از آواها ارتباط برقرار می‌کنند. همانند دیگر نهنگ‌ها، آن‌ها از پژواک‌یابی برای ناوبری و موقعیت‌یابی بهره می‌برند.
از ویژگی‌های این دو گونه می‌توان به رنگ سفید بدن، گردن بسیار انعطاف‌پذیر، سر و «لب»ها در نهنگ سفید و عاج بلند در نرهای شبه‌نهنگ تک‌شاخ، که برای نبرد میان آن‌ها به کار می‌رود، اشاره کرد. شاید «شبه‌نهنگ‌های تک‌شاخ» منشأ افسانه اسب تک‌شاخ باشند.